# Ютландия
Ютла́ндия (дат. Jylland, нем. Jütland: «Земля ютов», лат. Cimbria, Iutia, Iutlandia) — полуостров в Европе, разделяет Балтийское и Северное моря. Площадь около 40 тысяч км². Северная часть полуострова (более 2/3) принадлежит Дании, южная — Германии (земля Шлезвиг-Гольштейн). Датская часть была увеличена в 1920 году по результатам плебисцита.
С постройкой в 1784 году Айдерканала Ютландия фактически стала островом.

## География
Вдоль побережья полуострова обычны дюны, которые иногда образуют песчаные острова, отделённые от побережья мелководными лагунами. 

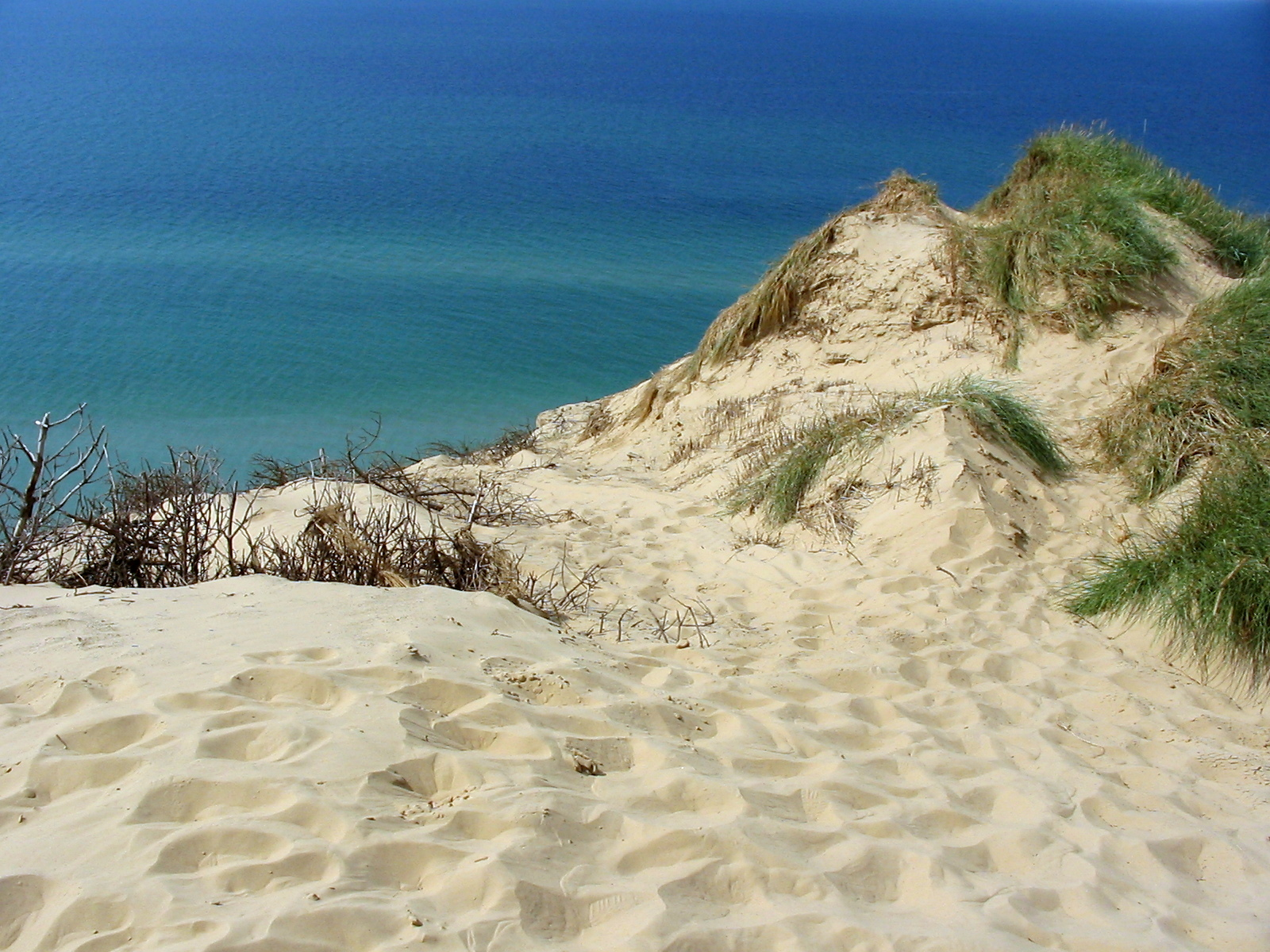
Дюны на побережье Ютландии

Восточные берега Ютландии сильно изрезаны заливами. Сложена преимущественно известняками и глинами, которые перекрыты ледниковыми отложениями. Высота до 173 м. Рельеф ровный, местами невысокие холмы моренного происхождения. Климат умеренный, морской. Средняя температура января около 0 °C, июля — +15 °C. Выпадает 600—800 мм осадков. У основания Ютландии построен Кильский канал. Леса занимают около 9 % поверхности. Здесь интенсивно развитое сельское хозяйство. Также весьма интенсивно развито рыболовство.
Северная оконечность полуострова была в результате наводнения 1825 года отделена Лим-фьордом в отдельный остров Веннсюссель-Ти, но традиционно продолжает рассматриваться как его часть.

## История
Вплоть до XX века полуостров нередко описывался как «Херсонес Кимврийский (Cimbrica)».
Ютландия исторически является одной из трёх земель Дании вместе со Сканией и Зеландией. До этого, согласно Клавдию Птолемею, полуостров населяли тевтоны, кимвры и гаруды.

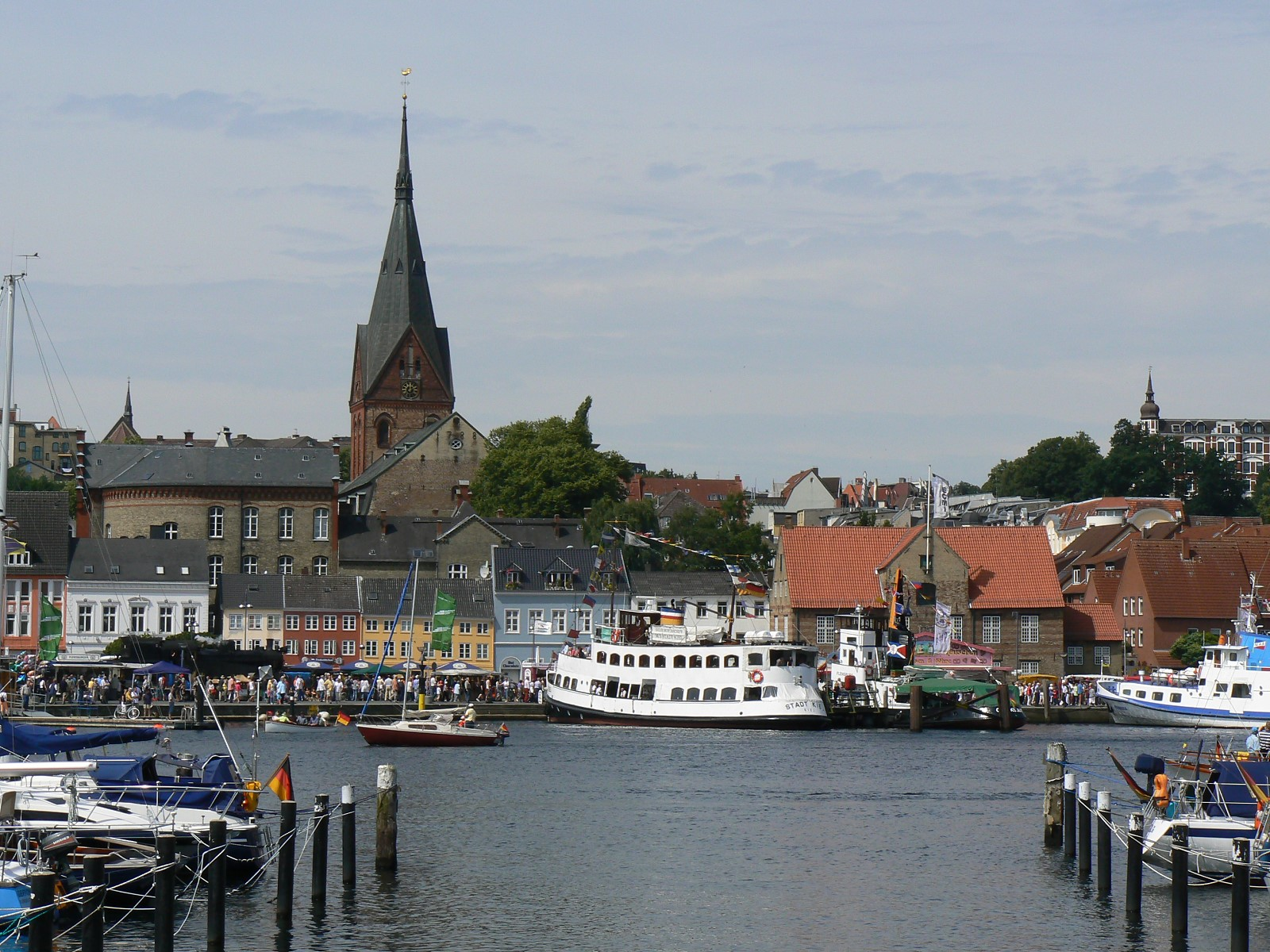
Во Фленсбурге проживает самое большое датское меньшинство Южного Шлезвига из всех городов Германии

Многие англы, саксы и юты переселялись из Ютландии на Британские острова, начиная с 450 года. Это может быть связано с походами гуннов, однако более вероятно, что переселение было следствием вторжения данов, сражения между ютами и датчанами были наиболее крупными и кровавыми.
Для защиты от христианских франкских императоров даны построили вал Даневирке («Стена датчан»), который проходил по южной Ютландии от Северного до Балтийского моря. Карл Великий разбил саксов-язычников на самой южной части полуострова (территория будущего Гольштейна) и переселил своих союзников бодричей на эту территорию.
Для ускорения транзита между Балтийским и Северным морями, по всему полуострову были построены каналы, в частности Eiderkanal в конце восемнадцатого века и Кильский канал, законченный в 1895 году и используемый до сих пор.
Во время Первой мировой войны у северо-западной оконечности полуострова произошло Ютландское сражение между английским и германским флотами, которое стало крупнейшей морской битвой в мировой истории.

## Датская часть
Типичными для Ютландии являются ютские (ютландские) диалекты, которые значительно отличаются от стандартного датского, особенно западный и южный диалект.
Крупнейшими городами датской части Ютландии являются:
- Орхус
- Ольборг
- Эсбьерг
- Раннерс
- Кольдинг
- Хорсенс
- Вайле
- Силькеборг
- Фредерисия
- Виборг
- Хадерслев

Орхус, Раннерс, Кольдинг, Хорсенс, Вайле, Фредерисия, Хадерслев вместе с рядом небольших городков составляют Восточно-Ютландскую агломерацию. Административно датская часть Ютландии состоит из трех областей: Северная Ютландия, Центральная Ютландия и западной части Южной Дании.

## Немецкая часть

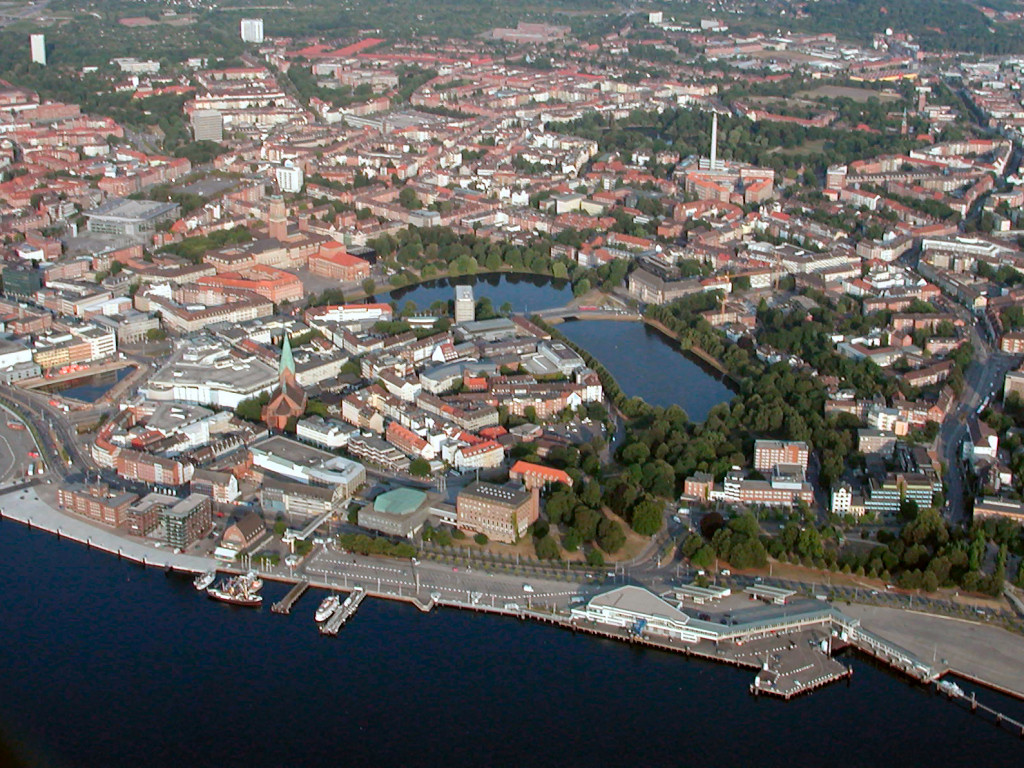
Киль — крупнейший город немецкой части полуострова

Южная треть полуострова Ютландия является федеральной землёй ФРГ Шлезвиг-Гольштейн. Она состоит из двух частей, бывших герцогств Шлезвиг и Гольштейн, которые переходили от датских к немецким правителям и обратно несколько раз. Последнее изменение датско-немецкой границы произошло в 1920 году, когда к Дании отошла территория Северного Шлезвига (ныне Южная Ютландия).
Исторически южной границей Ютландии являлась река Айдер, которая также являлась границей между Шлезвигом и Гольштейном, а также границей датско-германских сфер влияния с IX века до 1864 года. Хотя большая часть земли Шлезвиг-Гольштейн географически является частью полуострова Ютландия, большинство немецких жителей не идентифицируют себя с Ютландией и не называют себя «ютландцами», регион здесь чаще называют Северной Германией (нем. Norddeutschland), а себя жители считают северными немцами (нем. Norddeutsche).
Крупнейшими городами немецкой части Ютландии являются Киль, Любек, Фленсбург и Ноймюнстер.